# Estafeta de Correus (l'Hospitalet de Llobregat)
L'Estafeta de Correus és un edifici de l'Hospitalet de Llobregat catalogat com a bé cultural d'interès local.

## Història
Va ser projectada per l'arquitecte municipal Ramon Puig i Gairalt, i inaugurada el 23 d'octubre del 1927 amb l'assistència de la reina Victòria Eugènia de Battenberg, les infantes, el ministre de Governació Severiano Martínez i les autoritats locals.

## Descripció
És un edifici de dues plantes que fa cantonada a la plaça del Repartidor. Aquesta circumstància determina l'estructura de l'edifici, organitzada als dos costats d'un angle de 90° on sobresurt un cos de forma mig hexagonal on s'obre la porta d'entrada. A la planta baixa d'aquest cos hi ha un porxo sostingut per dos pilars que aguanten un entaulament llis, al primer pis s'obren finestres quadrangulars i està rematat per una obertura circular; aquest cos està coronat per una estructura de ferro forjat de forma cònica.
Les dues façanes que hi ha a banda i banda tenen característiques similars. A la planta baixa s'obren finestres d'arc de mig punt i una cornisa recorre les façanes horitzontalment a mitjana alçada. Al primer pis hi ha finestres quadrangulars i per sobre una fris amb petites obertures circulars.
Adossada a la façana hi ha una bústia de ferro en forma de cap de lleó amb la boca oberta. Està envoltada per una sanefa el·líptica amb motius vegetals, les paraules CORREOS-ESPAÑA i l'escut de l'Estat espanyol.